# Franco Grossi
Franco Grossi (Serravalle Pistoiese, 4 gennaio 1939) è un ex discobolo italiano.
Nel 1960 prese parte ai Giochi olimpici di Roma, dove concluse la sua gara del lancio del disco con l'eliminazione durante i turni di qualificazione. Nel 1963 conquistò la medaglia di bronzo ai Giochi del mediterraneo di Napoli migliorando la sua prestazione olimpica da 50,43 a 52,85 m.
È stato due volte campione italiano assoluto del lancio del disco, nel 1963 e nel 1965.

## Palmarès
| Anno | Manifestazione          | Sede   | Evento           | Risultato      | Prestazione | Note |
| ---- | ----------------------- | ------ | ---------------- | -------------- | ----------- | ---- |
| 1960 | Giochi olimpici         | Roma   | Lancio del disco | Qualificazioni | 50,43 m     |      |
| 1963 | Giochi del Mediterraneo | Napoli | Lancio del disco | Bronzo         | 52,85 m     |      |

## Campionati nazionali
- 2 volte campione italiano assoluto del lancio del disco (1963 e 1965)

1963
- Oro ai campionati italiani assoluti di atletica leggera, lancio del disco - 51,36 m

1965
- Oro ai campionati italiani assoluti di atletica leggera, lancio del disco - 55,17 m